# Лаваш
Лава́ш (вірм. լավաշ, перс. لواش — lavâš, груз. ლავაში, тур. lavaş, азерб. lavaş) — прісний білий хліб у вигляді тонкого коржа із пшеничного борошна, розповсюджений переважно між народами Кавказу. Вірменський лаваш включений у список нематеріальної культурної спадщини ЮНЕСКО.
Лаваш — найпоширеніший тип хліба у Вірменії, Ірані та Азербайджані. Іноді тісто перед випічкою посипають смаженим насінням кунжуту і/або маку. Поки лаваш гарячий він як маїсовий корж, але потім він швидко висихає, стаючи ламким і твердим. М'яка форма краще підходить для створення обгорнених у корж бутербродів, однак суха форма довше зберігається і може застосовуватися замість хліба в церемонії євхаристії у Вірменської апостольської церкви. Лаваш також використовується із шашликом.
Традиційно печеться на внутрішній гарячій стінці печі — тондиру, також називаної «тонир» вірменською мовою, «танур» перською мовою, «тоне» грузинською мовою, «тендир» азербайджанською мовою, і «тандур» в Індії, Туреччині. Такий самий метод випікання хліба використовується всюди в Середній Азії, у Вірменії, Ірані, Грузії, Туреччині й у Сполучених Штатах. Через його простий рецепт і простоту кулінарії залишився популярним усюди на Східному Середземномор'ї, Ірані і на Кавказі починаючи із прадавніх часів. Лаваш також часто печуть і продають на Гаваях у твердій формі.